# Liberalny konserwatyzm
Liberalny konserwatyzm – ideologia polityczna łącząca konserwatywną politykę z liberalnymi postawami, zwłaszcza w kwestiach ekonomicznych, społecznych i etycznych.
Liberalny konserwatyzm wyznaje wolnorynkowe poglądy na gospodarkę, zgodnie z którymi jednostka powinna mieć swobodę udziału w rynku i generowania bogactwa bez ingerencji rządu. Utrzymuje jednak również, że jednostka nie może sama działać sprawnie we wszystkich sferach życia, dlatego liberalni konserwatyści uważają, że silne państwo jest konieczne, aby zapewnić prawo i porządek, a instytucje społeczne są potrzebne do pielęgnowania poczucia obowiązku i odpowiedzialności za naród. W Europie liberalny konserwatyzm jest dominującą formą współczesnego konserwatyzmu i centroprawicowej polityki.
We współczesnym rozumieniu liberalny konserwatyzm zazwyczaj obejmuje centroprawicowe poglądy polityczne, które przynajmniej do pewnego stopnia odrzucają konserwatyzm społeczny. Stanowisko to wiąże się również ze wsparciem dla umiarkowanych form sieci bezpieczeństwa socjalnego i ochrony środowiska. Ten dyskurs został przyjęty przez skandynawskich konserwatystów, np. Umiarkowaną Partię Koalicyjną w Szwecji, Høyre w Norwegii i Partię Koalicji Narodowej w Finlandii.